# Chan Szatyr
Chan Szatyr (dosłownie - „namiot chana”) – przejrzysty namiot w Astanie, stolicy Kazachstanu, największe w Azji Środkowej centrum rozrywkowo-handlowe. Określany jest jako „największy namiot świata”. Projekt architektoniczny został ujawniony przez prezydenta Kazachstanu Nursułtana Nazarbajewa w dniu 9 grudnia 2006 roku.
Wysoki na 150 metrów namiot o podstawie eliptycznej z osią długości rzędu 200 m obejmuje 23 tys. metrów kwadratowych powierzchni. Pod namiotem o powierzchni większej niż 10 stadionów piłkarskich znajduje się miejskie centrum rozrywkowo-handlowe z placami i brukowanymi ulicami, sklepami, polem do mini golfa, płynącą rzeką i plażą. Dach jest wykonany z przezroczystego tworzywa sztucznego ETFE; elementy tworzywa zawieszone są na sieci lin rozpiętych z centralnej wieży. Przezroczysty materiał zapewnia dostęp promieni słonecznych, które – w połączeniu z systemem ogrzewania powietrza i klimatyzacją – umożliwiają utrzymanie temperatury wewnętrznej pomiędzy 15–30 °C w głównej przestrzeni oraz 19–24 °C w galerii handlowej, podczas gdy na zewnątrz temperatura w ciągu roku waha się od -35 do +35 °C.
Po budowie Piramidy Pokoju i Pojednania (otwartej w 2006), Chan Szatyr był drugim projektem w Astanie zaprojektowanym przez brytyjskiego architekta Normana Fostera (z Foster and Partners; wraz z Charge Filo Russo i Peterem Ridleyem) we współpracy z brytyjskim biurem konstrukcyjnym Buro Happold, prowadzonym przez Mike’a Cooka. Wykonawcami dokumentacji budowlanej były Linea i Gultekin. Za konstrukcję namiotu odpowiedzialna była turecka spółka Sembol.
Po serii opóźnień główny maszt ostatecznie został wzniesiony w grudniu 2008 roku. Cały kompleks został oddany do użytku 5 lipca 2010, z okazji 70. urodzin prezydenta Kazachstanu, Nursułtana Nazarbajewa. Z tej okazji zorganizowano koncert, na którym zaśpiewał Andrea Bocelli. Wśród zaproszonych gości byli: prezydent Rosji, Dmitrij Miedwiediew, prezydent Ukrainy, Wiktor Janukowycz, prezydent Turcji, Abdullah Gül, prezydent Białorusi, Alaksandr Łukaszenka, prezydent Armenii, Serż Sarkisjan, prezydent Tadżykistanu, Emomali Rahmon, prezydent Kirgistanu, Roza Otunbajewa, książę Abu Zabi, Muhammad ibn Zaid an-Nahajan i król Jordanii, Abdullah II.